# Patolli

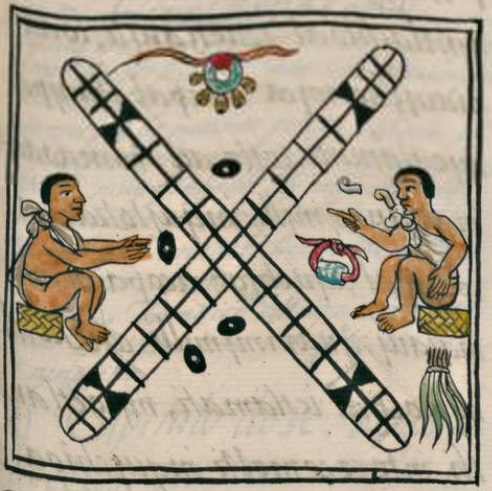
Représentation de deux joueurs de patolli dans le codex de Florence.

Le patolli est un des plus vieux jeux pratiqués en Mésoamérique et de nombreux peuples indigènes se sont distraits avec tels que les habitants de Teotihuacan, les Toltèques, les Mayas ou les Aztèques. C'est un jeu de hasard, assez semblable à notre jeu des petits chevaux (alias Ludo), qui était pratiqué avec frénésie par toutes les couches de la plupart des sociétés mésoaméricaines. Son nom lui vient du mot nahuatl qui désigne les haricots servant de dés.
Le patolli est un jeu aztèque que les chroniqueurs espagnols ont remarqué et que certains, tels Diego Durán et Bernardino de Sahagún ont minutieusement décrit. Le jeu est toujours vivant dans certains villages de l’État de Puebla, comme a pu le constater, au début du XXe siècle Alfonso Caso. Il fait aujourd’hui partie du patrimoine des jeux et sports autochtones et traditionnels préservés par la Federación Mexicana de Juegos y Deportes Autóctonos y Tradicionales de México.
Le patolli est un jeu de parcours associant un plateau cruciforme qui, à l’époque aztèque, était généralement peint sur une natte de roseau, 4 ou 5 haricots Erythrina americana (4 selon Sahagún et les codex, 5 selon Durán), chacun doté de petits signes blancs sur un côté, en guise de dés, et 6 pions (cailloux) par camp (2 joueurs ou 2 équipes), distingués par la couleur. Comme dans tous les jeux de parcours, chaque joueur doit faire avance ses pions au gré des valeurs de dés, jusqu’à la fin du parcours. Le premier qui y parvient à gagner.

Graphique d'un tablier de jeu de patolli

Les codex mexicains (tous postcolombiens) montrent une croix de Saint-André dont les quatre bras (symbolisant les quatre points cardinaux) sont divisés en deux rangées de 8 cases. De son enquête de terrain, Alfonso Caso a montré que chaque joueur ne parcourt que trois bras, soit 52 cases, référence au cycle de 52 années au terme duquel se rejoignent le calendrier astronomique et le calendrier divinatoire tonalpohualli de 260 jours (voir Calendrier aztèque).
Dans la société aztèque, une de celles que nous le connaissons le mieux, certains joueurs ruinés, victimes de leur passion, n'avaient plus aucun recours que de se vendre eux-mêmes comme esclaves.
Il existe une représentation de ce jeu dans le codex Durán : 52 cases y sont figurées qui correspondent aux 52 années du cycle solaire, nombre à la symbolique essentielle en Mésoamérique. Le patolli apparaît ainsi comme un jeu avec le destin, dans lequel on cherche des présages, où l'on parie pour animer la partie. 
Selon le Codex Magliabechiano, le dieu du patolli était Macuilxochitl puisqu'il présidait aux domaines de la musique, de la danse et des jeux de paris. Après la conquête, les Espagnols, qui tenaient le jeu en grande suspicion, à cause de son association avec une divinité, l'interdirent, comme le rapporte Bernardino de Sahagún : «Ce jeu, ainsi que celui de paume, a été abandonné à cause de certaines superstitions idolâtriques qu'on lui supposait.».
Si le jeu est resté vivant, ses traces archéologiques sont très rares. Seuls quelques jeux gravés ont pu être retrouvés, par exemple à Pedregal de San Ángel près de Mexico, ou à El Tajín, et ce contrairement à un autre jeu, que les archéologues appellent aussi patolli, mais qui présente un tout autre circuit. 

## Un autre «patolli»
Le patolli (terme nahuatl) semble limité à l’horizon aztèque et au-delà, car il n’apparaît jamais dans les codex précolombiens. Les chroniqueurs de la conquête espagnole ne connaissent que lui. 

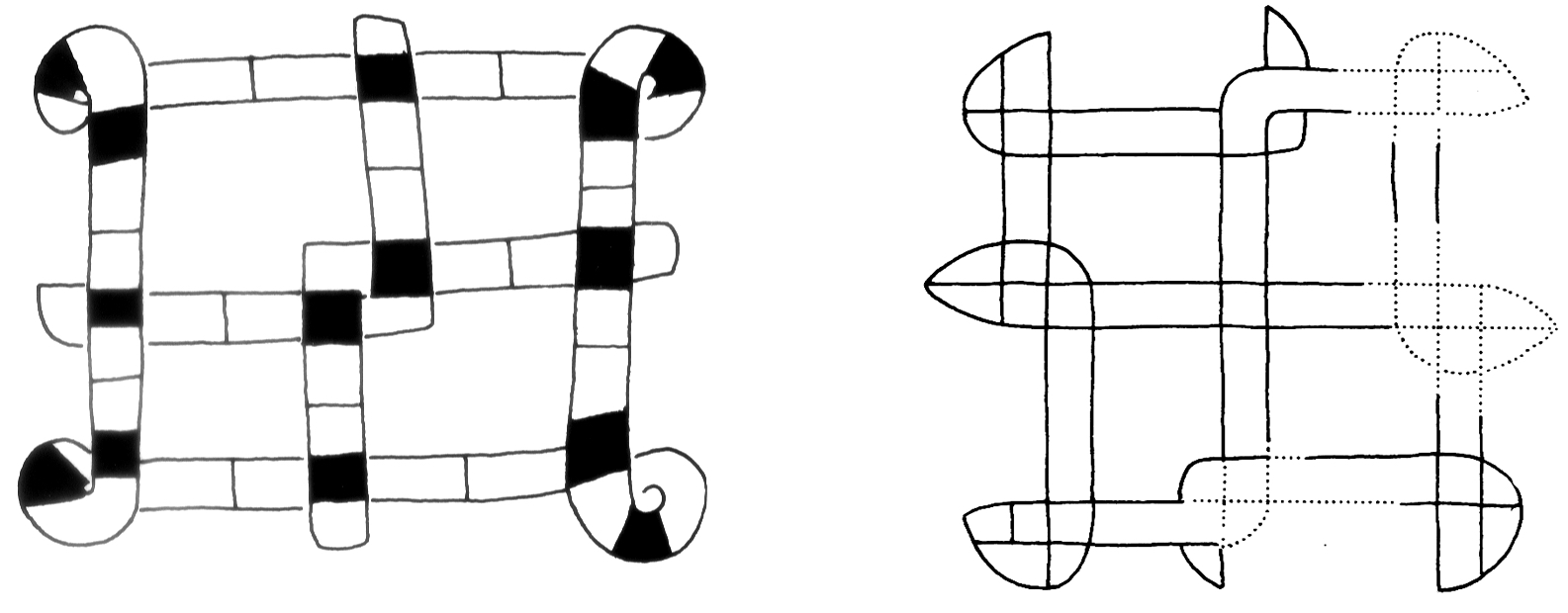
Protopatolli à boucles (type I de Swezey et Bittman)

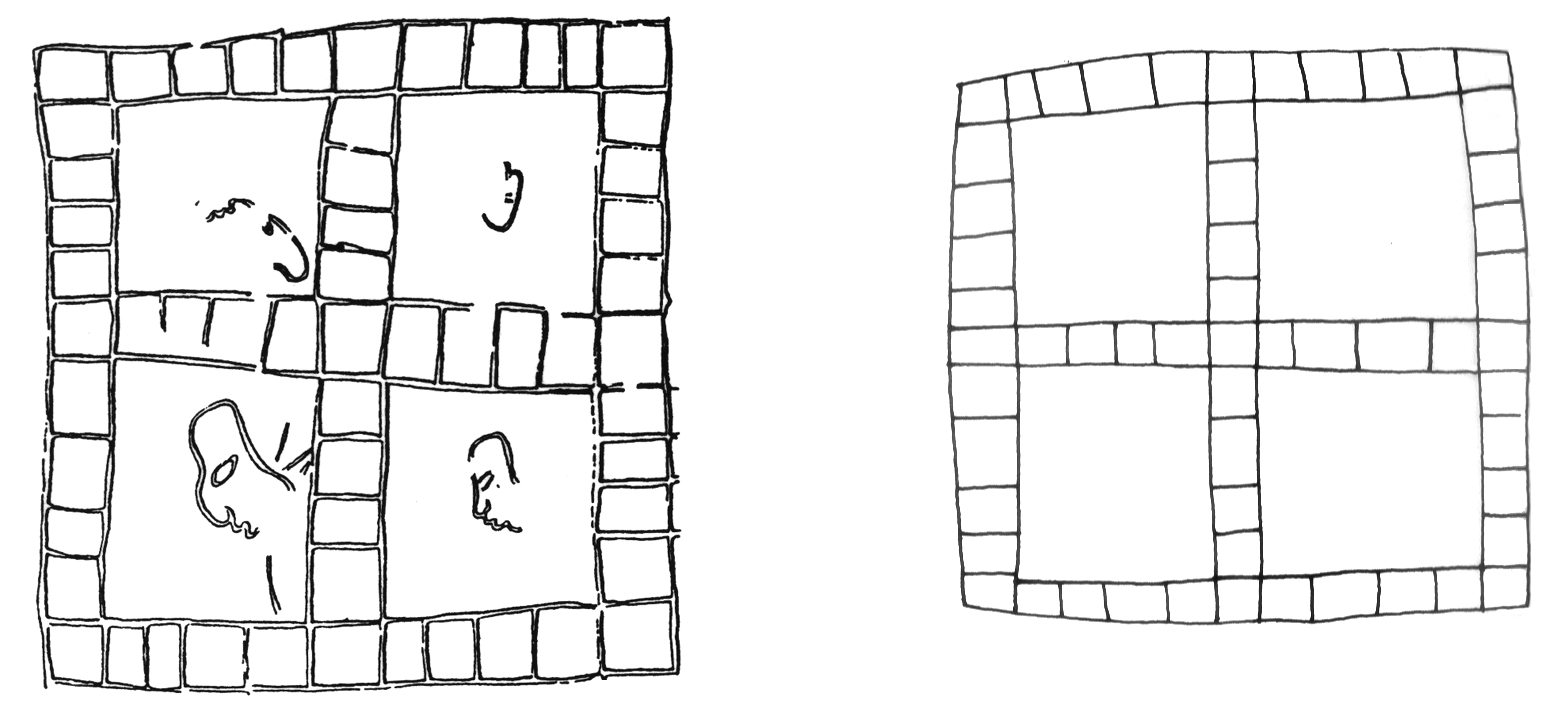
Protopatolli sans boucles (type II de Swezey et Bittman)

Découvert en grand nombre dans des sites archéologiques et présent dans plusieurs codex précolombiens, un autre jeu de parcours offre un tracé bien plus complexe fait d’un rectangle (ou carré) à bande componnée avec une croix inscrite, aussi faite d’une bande componnée. Deux versions principales, l’une à angles bouclés, l’autre sans boucles.
La version à boucles est restée jouée dans quelques villages tarasques de l’État de Michoacan, où elle a été découverte par deux anthropologues en 1941, qui pour autant ignoraient que ce jeu, nommé sur place, en purépecha, k’uilichi, avait été remarqué, gravé sur le sol, à Teotihuacán et à Tula ainsi qu'en pays maya (version sans boucles). 
Bien conscients qu’il s’agissait d’un autre jeu et qu’il lui fallait un autre nom, au demeurant inconnu, Christian Duverger  proposait de l’appeler quauhpatolli « patolli de l’aigle », tandis que William Swezey et Bente Bittman préféraient « proto-patolli », postulant ainsi une filiation entre ce jeu ancestral et le patolli aztèque, ce qu’à ce jour rien ne démontre, si ce n’est qu’ils reposent sur le même mécanisme et partagent de nombreux ludèmes.